# Kulturåret 1739

## Händelser
- okänt datum – Den ryske litteraturkritikern Vissarion Belinsky föreslog under 1800-talet att detta år skulle utgöra starten för den ryska litteraturhistorien.

## Nya verk
- A Treatise of Human Nature av David Hume
- Sinclairvisan av Anders Odel

## Födda
- 23 februari – Peter Adolf Hall (död 1793), svensk miniatyrmålare.
- 8 mars – Elias Martin (död 1818), svensk målare.

## Avlidna
- okänt datum – Susanna Dorothea Mariana Henrichsen (född 1718/20), svensk kopparstickare, tecknare och emaljmålare.